# Gottan
La gottan (ごったん?) è uno strumento musicale tradizionale giapponese diffuso in tutta l’isola di Kyūshū, in particolare nelle prefetture di Kagoshima e Miyazaki. Si tratta di uno strumento con tre corde, il cui corpo, generalmente squadrato, è realizzato in legno, solitamente cedro giapponese.

## Storia
La gottan è stata utilizzata sin dal XVI secolo come strumento di accompagnamento per i canti popolari (min'yō (民謡?)) ed è stata profondamente radicata come forma di intrattenimento. Si è diffusa ampiamente tra la popolazione comune nelle diverse regioni del Kyūshū. Tuttavia, il suo uso non si limitava alle classi popolari: veniva suonata anche da monaci buddhisti e durante i rituali shintō nei santuari, divenendo così parte integrante della vita quotidiana nella Kyūshū medievale. Per questo motivo, è considerata uno degli strumenti musicali rappresentativi della regione.
Grazie agli scambi culturali con il Regno delle Ryūkyū (Okinawa), la gottan ha incorporato elementi della scala musicale ryūkyūana, in virtù della sua compatibilità con il sanshin.
Negli ultimi anni, il numero di musicisti e liutai si è ridotto, ma scuole di insegnamento della gottan continuano ad esistere in varie parti del Kyūshū, come nelle prefetture di Kagoshima, Miyazaki e Fukuoka, a sostegno dell’identità culturale regionale. Grazie a questi sforzi, lo strumento gode ancora oggi di una certa popolarità anche tra le giovani generazioni ed è suonato da persone di tutte le età.

## Caratteristiche
La gottan è uno strumento a corde pizzicate che presenta somiglianze con altri due strumenti tradizionali giapponesi a corde: il sanshin e lo shamisen. Tuttavia, a differenza di questi, il suono della gottan è più semplice e sobrio, ma allo stesso tempo trasmette una certa forza espressiva, riflettendo lo spirito robusto e autentico dell’isola di Kyūshū.